# Friedrich Graf (Heimatforscher)
Friedrich Graf (* 16. September 1858 in Giersleben; † 26. November 1929 in Dessau) war ein deutscher Lehrer, Heimatforscher und Kommunalpolitiker.

## Leben
Graf wurde als Sohn eines Gärtners geboren. Ab Ostern 1873 war er Seminarist in Köthen. Im Frühjahr 1878 übernahm er, zunächst als Seminarist, die Nachfolge des Lehrers Völkerling an der Volks- und Bürgerschule Oranienbaum. Im Frühjahr 1880 absolvierte er in Dessau die Staatsprüfung. Zu Ostern 1883 wurde er fest in den Lehrdienst in Oranienbaum übernommen.
Ab 1889 war er, für insgesamt 33 Jahre, Mitglied des Oranienbaumer Stadtrates. Von 1919 bis 1921 war er Stadtverordnetenvorsteher. Am 8. Oktober 1921 wurde ihm anlässlich seiner Silberhochzeit der Ehrenbürgerbrief Oranienbaums überreicht. Ostern 1924 erfolgte nach 45 Dienstjahren als Lehrer seine Pensionierung.
Seit den 1890er Jahren gehörte er dem Gemeindekirchenrat der evangelischen Gemeinde Oranienbaums, zuletzt als stellvertretender Vorsitzender an. Graf war langjährig Vorsitzender des örtlichen Lehrervereins und gehörte dem Turnverein an. Im Kriegerverein war er Ehrenmitglied. Darüber hinaus gehörte er der Armenkommission sowie dem Kuratorium der Jugendsparkasse an. Als Heimatforscher beschäftigte er sich mit der Geschichte Oranienbaums und des Wörlitzer Winkels.
Am 26. November 1929 verstarb Graf an den Folgen eines Schlaganfalls. Er wurde auf dem Friedhof Oranienbaum beigesetzt. Sein Grabstein, ein großes, schwarzes Kreuz aus Basalt, war mit dem Spruch: Erdenbürger, nütze zum Guten die Zeit und sei auch immer zum Sterben bereit. versehen und bestand bis in die 1960er Jahre, wurde dann jedoch im Zuge der Neubelegung der Grabstelle beseitigt.

## Familie
Am 30. September 1884 heiratete er die aus Oranienbaum stammende Anna Neue. Am 17. Oktober 1885 wurde seine Tochter Johanna (1885–1960) geboren. Seine Frau verstarb, erst 25-jährig, am 30. August 1887 an Diabetes. Im Oktober oder November 1896 heiratete er die Cousine Sophie Wagner, die als Lehrerin in Groß-Weissand arbeitete.
1912, 1918 und 1929 wurden seine Enkel Friedrich Wilhelm, Erich und Gerhard Stolle geboren.

## Schriften
- Geschichte der Stadt Oranienbaum. 1899.
- Horstdorf. Ein ortsgeschichtlicher Abriß zum 200jährigen Bestehen am 21. Juni 1908. Oranienbaum 1908.
- Die Vergangenheit des Wörlitzer Winkels. 1922.
- Zur „Vergangenheit des Wörlitzer Winkels“. Nachtrag 1925. Druck und Verlag Hermann Niemitz, Oranienbaum 1925.